# Shinobi X
Shinobi X, ou Shinobi Legions en Amérique du Nord et Shin Shinobi Den (新・忍伝) au Japon, est un jeu vidéo d'action / plates-formes développé par Sega AM7 et édité par Sega sur Saturn en 1995. La série Shinobi est connue pour être un grand classique du jeu d'action/plates-formes des années 1980 et 90.

## Développement
Shinobi X est un jeu d'action traditionnel en side-scrolling où le joueur évolue à travers neuf niveaux,. Le jeu conserve les nouveautés de Shinobi III: Return of the Ninja Master, telles que les coups spéciaux et la possibilité au personnage de s'accrocher aux murs. Le jeu profite du format CD de la Sega Saturn pour insérer en introduction une FMV,. Les décors utilisés pour la vidéo proviennent de la cave du siège social de Sega Japon. Tous les personnages du jeu sont digitalisés à partir de véritables acteurs dont certains peuvent être aperçus dans la vidéo d'introduction.
N'appréciant pas la bande sonore de la version japonaise, le producteur de Sega Europe David Nulty charge Richard Jacques pour composer la musique de la version européenne.